# Landelijk Steunpunt Extremisme
Het Landelijk Steunpunt Extremisme (LSE) is een Nederlands steunpunt voor begeleiding van personen die radicaliseren of geradicaliseerd zijn, of betrokken zijn (geweest) bij een extremistisch netwerk. Daarnaast adviseert en ondersteunt het LSE hun omgeving, zowel familieleden als professionals, met als doel het tegengaan van (verdere) radicalisering.
Het LSE is onderdeel van zorgorganisatie Fier, een landelijk expertise- en behandelcentrum op het gebied van geweld in afhankelijkheidsrelaties. Het LSE is in 2015 opgericht vanuit het 'Actieprogramma Integrale Aanpak Jihadisme' van de Nationaal Coördinator Terrorismebestrijding en Veiligheid en de Ministeries van Justitie en Veiligheid en van Sociale Zaken en Werkgelegenheid. Het Actieprogramma is opgezet als aanpak om de dreiging die van het jihadisme uitgaat te bestrijden en terroristische aanslagen te voorkomen. Hierin zijn de volgende twee maatregelen opgenomen: 
- Maatregel 13 zoals beschreven in het Actieprogramma (onderdeel van Risicoreducatie jihadgangers): een nieuw op te richten exit-faciliteit in Nederland. Deze maatregel houdt in dat een exit-faciliteit moet worden ingericht, waar geradicaliseerde mensen die uit het milieu willen stappen waardoor ze beïnvloed worden, onder strenge voorwaarden begeleid kunnen worden.

- Maatregel 23 zoals beschreven in het Actieprogramma (onderdeel van Radicalisering tegengaan): Betrokken burgers kunnen rekenen op steun. Deze maatregel ziet onder andere toe op de inrichting van een ondersteuningsfaciliteit, waarmee familieleden in de omgeving van geradicaliseerde of radicaliserende individuen of uitreizigers worden ondersteund en (desgewenst) in contact kunnen worden gebracht met mensen die in dezelfde situatie zitten.

Op basis van deze maatregelen zijn exit-faciliteit Forsa en ondersteuningsfaciliteit Familiesteunpunt opgericht, beide onderdeel van het LSE. 

## Taken
Het LSE begeleidt personen die geradicaliseerd zijn en/of actief zijn (geweest) bij extremistische netwerken en eruit willen stappen. Dit doet het LSE vanuit:
- Exit-faciliteit Forsa: begeleiding van individuen die actief zijn (geweest) in extremistische netwerken waarbij beschermende factoren versterkt worden met als doel het afzweren van extremistisch geweld en/of het afstand nemen van een extremistisch netwerk.

- Ondersteuningsfaciliteit Familieondersteuning: systemische begeleiding en advies aan families waarvan een familielid radicaliseert of geradicaliseerd is. Doel van deze ondersteuning is het voorkomen van verdere radicalisering en het voorkomen van verspreiden van extremistisch gedachtegoed/gedrag naar overige familieleden.

- Behandeling: diagnose en behandeling bij personen die worden begeleid vanuit Forsa of Familieondersteuning. Het transcultureel geschoolde behandelteam heeft onder andere ervaring op het gebied van extremisme, licht verstandelijk beperkten en antisociaal gedrag.

### Informatie en advies
Het LSE geeft burgers en professionals advies, hulp en zorg bij de omgang met personen die radicaliseren of geradicaliseerd zijn. 
- Consultatie: advies bij korte hulp- of ondersteuningsvragen van professionals over casuïstiek die (mogelijk) met radicalisering te maken heeft.

- Trajectadvisering: Langdurig advies en ondersteuning voor professionals die te maken hebben met personen of groepen die radicaliseren of geradicaliseerd zijn of met hun omgeving zoals familieleden.

- Landelijk Interventieteam Vreemdelingenketen (LIV): Analyse en advies op basis van een goede duiding en diagnose over passende zorg en ondersteuning bij zorgen en vragen over mogelijke radicalisering van vluchtelingen of statushouders.

- Landelijk Adviesteam minderjarige Terugkeerders (LAT): Analyse en re-integratieadvies bij minderjarige terugkeerders en hun netwerk. Het LSE maakt onderdeel uit van het Adviesteam dat wordt gecoördineerd door de Raad voor de Kinderbescherming.

### Kennis en expertise
Het LSE participeert in wetenschappelijke netwerken en verricht wetenschappelijk onderzoek naar radicalisering en extremisme in relatie tot veiligheid en mentale gezondheid. Het LSE ontwikkelt interventies en werkwijzen en deze worden gevalideerd in de praktijk. 